# Jennifer Morrison

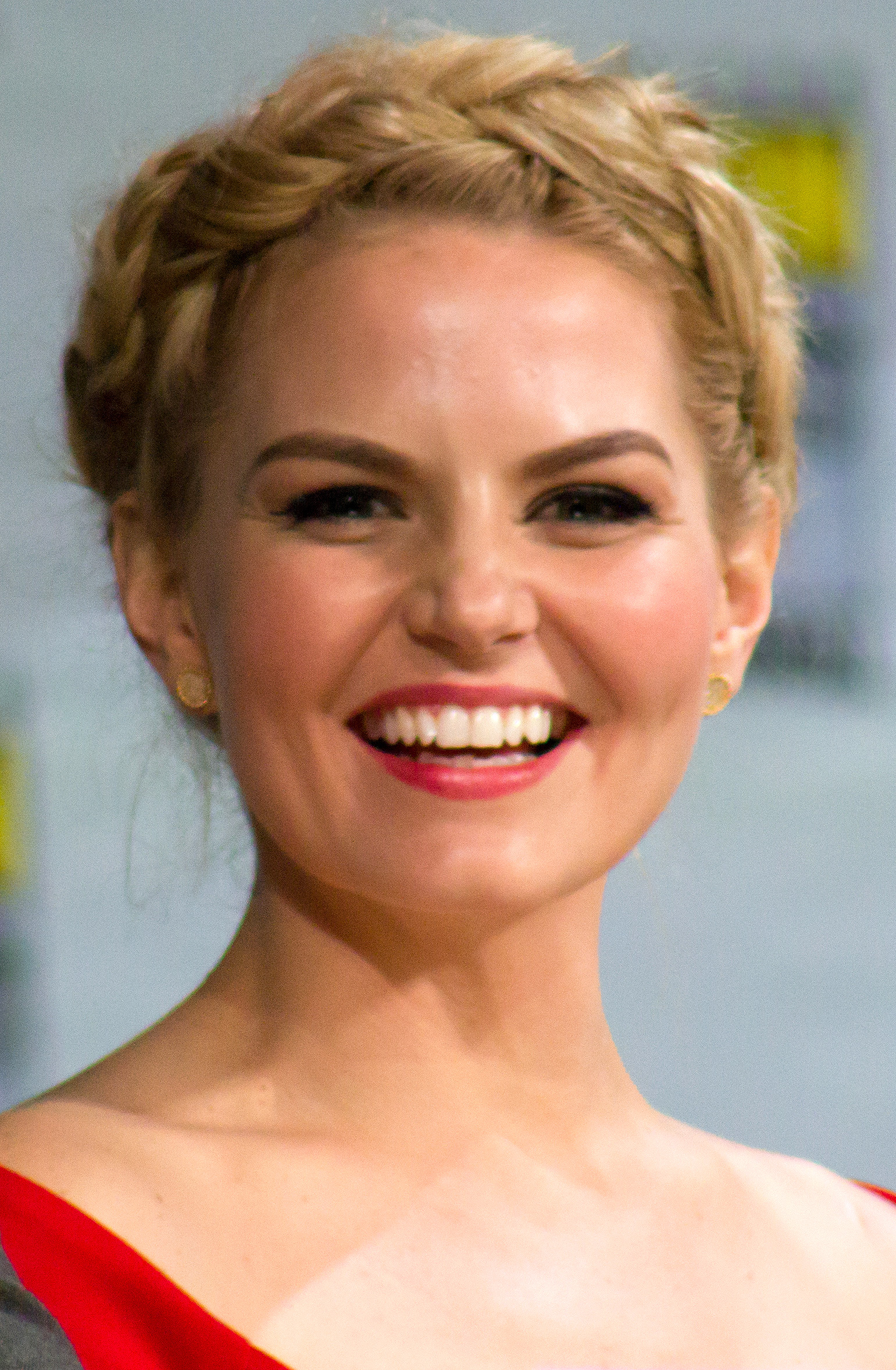
Jennifer Morrison (2014)

Jennifer Marie Morrison (* 12. April 1979 in Chicago, Illinois) ist eine US-amerikanische Schauspielerin. Bekanntheit erlangte sie durch ihre Rollen der Dr. Allison Cameron in der Serie Dr. House (2004–2010) und als Emma Swan in der Serie Once Upon a Time – Es war einmal … (2011–2018).

## Leben und Karriere
Morrison modelte als Kind und trat in Werbespots auf. Größere Aufmerksamkeit erhielt sie erstmals im Alter von zehn Jahren, als sie neben dem populären Basketballspieler Michael Jordan auf dem Cover der Sports Illustrated for Kids  zu sehen war.
1994 gab sie ihr Filmdebüt neben Richard Gere und Sharon Stone in Begegnungen – Intersection. Es folgten Auftritte in der Komödie Das Wunder von Manhattan und den Horrorfilmen Echoes – Stimmen aus der Zwischenwelt und Düstere Legenden 2. Parallel zu ihrer Tätigkeit als Schauspielerin absolvierte sie ihr Studium in Englisch und Theaterwissenschaft an der Loyola University Chicago in nur drei Jahren. Den Sommer des Jahres 2000 verbrachte sie mit einer Ausbildung bei der Steppenwolf Theatre Company in Chicago.
Der Durchbruch als Schauspielerin gelang ihr durch die Serie Dr. House, in der sie von 2004 bis 2010 die Rolle der Dr. Allison Cameron spielte. 2005 war sie neben Brad Pitt und Angelina Jolie in Mr. & Mrs. Smith zu sehen. Im Computerspiel Command & Conquer 3: Tiberium Wars übernahm sie die Rolle von Lt. Kirce James. Im elften Star-Trek-Film, der im Mai 2009 in die Kinos kam, verkörpert sie in der Rolle der Winona Kirk die Mutter von Captain James T. Kirk. Ende 2009 stieg sie bei der Serie Dr. House aus und spielte am Broadway in New York. Sie kehrte allerdings für Gastauftritte in die Serie zurück. Ebenso war sie als Zoey Pierson in der sechsten Staffel der Sitcom How I Met Your Mother zu sehen. Von 2011 bis 2018 spielt sie die Hauptrolle der Emma Swan in der vom Sender ABC produzierten Fantasyserie Once Upon a Time – Es war einmal …. Im Mai 2017 gab Morrison bekannt, für eine mögliche siebte Staffel der Serie nicht mehr als Hauptdarstellerin zurückzukehren, sondern nur noch als Gastdarstellerin, wobei diese Gastrolle nur auf die zweite bzw. letzte Episode der siebten Staffel angelegt ist.
Von Dezember 2006 bis August 2007 war sie mit ihrem Schauspielerkollegen aus Dr. House, Jesse Spencer, verlobt. Von Sommer 2012 bis Juli 2013 war sie mit Sebastian Stan liiert, den sie am Set der Fernsehserie Once Upon a Time kennenlernte.

## Filmografie (Auswahl)
- 1994: Begegnungen – Intersection (Intersection)
- 1994: Das Wunder von Manhattan (Miracle of 34th Street)
- 1999: Echoes – Stimmen aus der Zwischenwelt (Stir of Echoes)
- 2000: Düstere Legenden 2 (Urban Legends: Final Cut)
- 2001: Ein Hauch von Himmel (Touched by an Angel, Fernsehserie, Folge 8x07)
- 2001–2002: Dawson’s Creek (Fernsehserie, 2 Folgen)
- 2002: 100 Women (Girl Fever)
- 2002: Big Shot – Wie das Leben so spielt (Big Shot: Confessions of a Campus Bookie)
- 2003: Grind – Sex, Boards & Rock’n’Roll (Grind)
- 2004: Wie überleben wir Weihnachten? (Surviving Christmas)
- 2004–2010: Dr. House (House, Fernsehserie, 129 Folgen)
- 2005: Mr. & Mrs. Smith
- 2006: Flourish
- 2007: Der Mord an Prinzessin Diana (The Murder of Princess Diana)
- 2007: Big Stan
- 2009: Star Trek
- 2009: Table for Three
- 2010: Chase (Fernsehserie, Folge 1x04)
- 2010–2011, 2014: How I Met Your Mother (Fernsehserie, 13 Folgen)
- 2011: Bringing Ashley Home
- 2011: Warrior
- 2011: Five (Fernsehfilm)
- 2011–2018: Once Upon a Time – Es war einmal … (Once Upon a Time, Fernsehserie, 136 Folgen)
- 2012: Knife Fight – Die Gier nach Macht (Knife Fight)
- 2013: Star Trek Into Darkness (Stimme)
- 2013: Some Girl(s)
- 2013: Event 15
- 2016: Albion: Der verzauberte Hengst (Albion: The Enchanted Stallion)
- 2016: The Darkness
- 2017: Sun Dogs
- 2017: Amityville: The Awakening
- 2017: Alex & The List
- 2018: Back Roads
- 2018: SuperFly
- 2019: The Report
- 2019: Euphoria (Fernsehserie, Regie Folge 1x05)
- 2019–2022: This Is Us – Das ist Leben (This Is Us, Fernsehserie, 14 Folgen)
- 2023: Will Trent (Fernsehserie, 1 Folge)
- 2024: Tracker (Fernsehserie, 1 Folge)

## Auszeichnungen
People’s Choice Award
Nominierungen:
- 2014: Favorite On-Screen Chemistry, zusammen mit Colin O’Donoghue (Once Upon a Time – Es war einmal …)
- 2015: Lieblingsschauspielerin im Bereich Sci-Fi/Fantasy
- 2016: Lieblingsschauspielerin im Bereich Sci-Fi/Fantasy
- 2017: Lieblingsschauspielerin im Bereich Sci-Fi/Fantasy

Blimp Award (Kids’ Choice Awards)
Nominierungen:
- 2015: Lieblingsschauspielerin im Fernsehen (Once Upon a Time – Es war einmal …)
- 2016: Lieblingsschauspielerin im Familienfernsehen (Once Upon a Time – Es war einmal …)

Teen Choice Award
Auszeichnung:
- 2016: Choice TV: Liplock, zusammen mit Colin O’Donoghue (Once Upon a Time – Es war einmal …)

Nominierungen:
- 2015: Choice TV: Liplock, zusammen mit Colin O’Donoghue (Once Upon a Time – Es war einmal …)
- 2015: Choice TV Actress: Fantasy/Sci-Fi (Once Upon a Time – Es war einmal …)
- 2017: Choice: Liplock, zusammen mit Colin O’Donoghue (Once Upon a Time – Es war einmal …)
- 2017: Choice TV Actress: Fantasy/Sci-Fi (Once Upon a Time – Es war einmal …)

Memoth Film Festival Award
Auszeichnungen:
- 2018: Bester Film (Sun Dogs)
- 2018: Grand Jury Award (Sun Dogs)

Sonstige
Auszeichnungen:
- 2009: Boston Society of Film Critics Award in der Kategorie „Beste Besetzung eines Ensembles“ (Star Trek)

- 2012: Prism Award für die „Leistung in einem Fernsehfilm oder einer Miniserie“ (Bringing Ashley Home)
- 2015: Savannah Film Festival Award in der Kategorie „Best Narrative Feature“ (Sun Dogs)
- 2015: Excellence in Directing Award des San Jose International Short Film Festivals (Warning Labels)
- 2016: Trailblazer Award des HollyShorts Film Festivals
- 2017: Burbank International Film Festival Award in der Kategorie „Beste Schauspielerin“ (Bräutigam zum Abhaken)
- 2024: Verdienst-Ehrenpreis der CinEuphoria Awards, zusammen mit dem Serien-Ensemble (This Is Us – Das ist Leben)

Nominierungen:
- 2008: OFTA (Online Film & Television Association) Television Award in der Kategorie „Beste Schauspielerin in einem Film oder einer Miniserie“ (Der Mord an Prinzessin Diana)
- 2009: Screen Actors Guild Award für die „Herausragende Leistung eines Ensembles in einer Drama-Serie“ (Dr. House)
- 2015: Jury Award des Tribeca Film Festivals in der Kategorie „Best Narrative Short“ (Warning Labels)
- 2019: Northeast Film Festival Award in der Kategorie „Beste Schauspielerin in einem Kurzfilm“ (The Tattooed Heart)
- 2019: Oniros Film Award in der Kategorie „Beste Schauspielerin“ (The Tattooed Heart)
- 2019: Pitch to Screen Film Award in der Kategorie „Beste Schauspielerin“ (The Tattooed Heart)
- 2022: Gold Derby TV Award für ihre Leistung als „Gastdarstellerin in einem Drama“ (This Is Us – Das ist Leben)